# 天橋立駅
天橋立駅（あまのはしだてえき）は、京都府宮津市字文珠にある、WILLER TRAINS（京都丹後鉄道）宮津線の駅である。駅番号はT15。「宮豊線」の愛称区間に含まれている。
日本三景の一つに数えられ、全国的に有名な観光地、天橋立への鉄道での玄関口であり、丹後観光の拠点ともなる駅である。また、2000年（平成12年）に、第1回近畿の駅百選にも選ばれている。2015年（平成27年）5月に駅舎及び駅周辺が改装された。
電化路線である宮福線の宮津駅から延長する形で宮豊線の当駅までの区間も電化されており、JR線からの電車特急が当駅まで乗入れてくる。

## 歴史
- 1925年（大正14年）7月31日：鉄道省（→国鉄）の宮津駅 - 丹後山田駅（現・与謝野駅）間の延伸と同時に開業[1]。
- 1945年（昭和20年）5月10日：小口扱い貨物の取り扱いを廃止[2]。
- 1951年（昭和26年）11月13日：昭和天皇の戦後巡幸のお召し列車が到着。駅構内に集まった特別奉迎者、高齢者などが万歳で昭和天皇を迎える[3]。
- 1972年（昭和47年）3月15日：みどりの窓口の営業を開始[4]。
- 1984年（昭和59年）2月1日：荷物扱い廃止[2]。
- 1987年（昭和62年）4月1日：国鉄分割民営化により、西日本旅客鉄道（JR西日本）の駅となる[1]。
- 1990年（平成2年）
  - 4月1日：北近畿タンゴ鉄道への宮津線移管により、同鉄道の駅となる[1]。
  - 7月：駅舎が改築される[5]。
- 1996年（平成8年）3月16日：宮津駅から当駅まで電化。JR西日本の電車特急（はしだて・文殊）が運転開始。
- 2013年（平成25年）：一部管理駅業務を宮津駅から移管される。
- 2015年（平成27年）
  - 4月1日：WILLER TRAINSへの移管により、京都丹後鉄道宮豊線の駅となる。
  - 5月22日：駅舎と駅前広場が改修され、駅舎は和風の装いに改められた[6]。

## 駅構造
単式・島式の複合型2面3線のホームと留置線2線を持ち、列車交換や待避が可能な地上駅である。単式の3番のりば側に駅舎があり、島式の1・2番のりばへは階段の跨線橋か、エレベーターの跨線橋で連絡している。有人駅で、丹鉄の直営駅である。2019年11月1日より早朝夜間は駅員不在となる。
丹後半島北部に位置する、伊根町の舟屋を模した駅舎は、1991年に日本鉄道建築協会賞を受賞している。駅舎に観光案内所「丹後観光情報センター」を併設する。また、第三セクターの鉄道駅としては珍しく、みどりの窓口がある点も特筆される。かつてはキヨスクも設置されていたが、2016年に閉店した。

### のりば
| のりば | 路線    | 方向 | 行先                                     | 備考             |
| ------ | ------- | ---- | ---------------------------------------- | ---------------- |
| 1・2   | ■宮豊線 | 下り | 網野・夕日ヶ浦木津温泉・久美浜・豊岡方面 |                  |
| 3      | ■宮豊線 | 上り | 宮津・西舞鶴・福知山方面                 | 一部1・2番のりば |

※以上の路線名は旅客案内上の名称（愛称）で記述している。
付記事項
- かつては駅舎側のホーム（現在の3番のりば）を1番のりばと扱い、島式ホーム（現在の1・2番のりば）は3・2番のりばとなっていたが、WILLER TRAINSへの移管以降に下り線側（駅舎反対側）からの付番に改められ、現在の付番となった。
- 3番のりばが上り本線、2番のりばが下り本線（ただし上り方面への発車も可能）、1番のりばが上下副本線である。1番のりばの向こう側には留置線が1本存在し、この線路は特急「はしだて」の一番列車（当駅到着後、約3時間後に折り返し発車）の折り返しまでの待機などに使われている。通常は2・3番のりばを使用するが、折り返し列車もあるため多少の変更がある。当駅止まりの特急（および宮福線快速）は主に2番のりば（一部は3番のりば）に到着して折り返す。宮津方面からはどのホームにも入線できるが、豊岡方面からは1・3番のりばのみ入線可能。

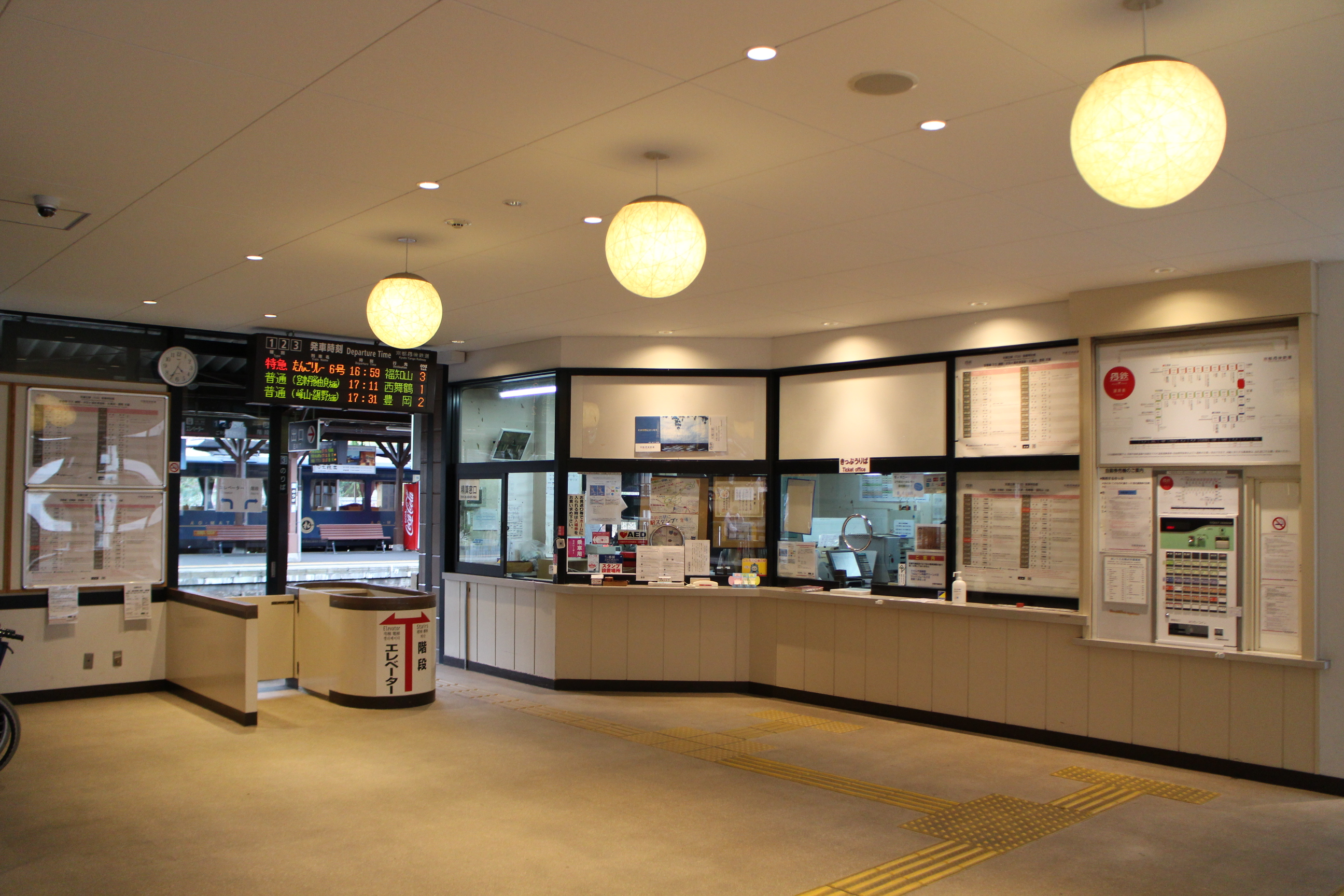
改札口と切符売り場（2020年3月）
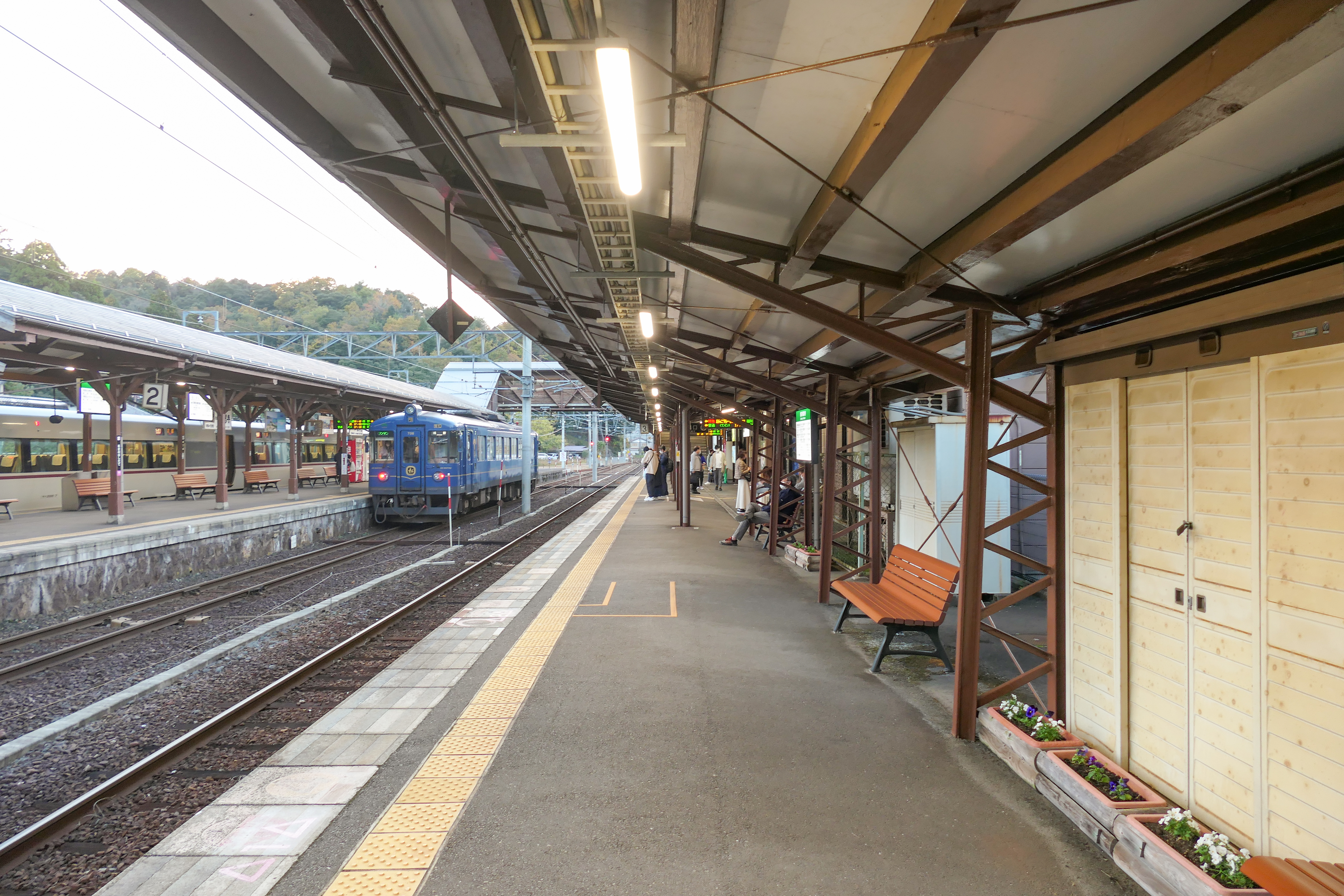
ホーム（2022年11月）

## 利用状況
年間を通して観光利用の大変多い駅であり、JR西日本の「かにカニ日帰りエクスプレス」が運行される冬場や、ゴールデンウイーク、夏の海水浴シーズンは駅員を増配置して対応している。京都丹後鉄道の単独駅では2番目に利用者が多い。
1日の平均乗車人員は以下の通りである。
| 乗車人員推移 | 乗車人員推移 |
| 年度         | 1日平均人数  |
| ------------ | ------------ |
| 1999         | 208          |
| 2000         | 184          |
| 2001         | 189          |
| 2002         | 512          |
| 2003         | 499          |
| 2004         | 477          |
| 2005         | 499          |
| 2006         | 496          |
| 2007         | 493          |
| 2008         | 299          |
| 2009         | 277          |
| 2010         | 353          |
| 2011         | 347          |
| 2012         | 411          |
| 2013         | 414          |
| 2014         | 427          |
| 2015         | 429          |
| 2016         | 425          |
| 2017         | 425          |
| 2018         | 438          |
| 2019         | 437          |

## 駅周辺

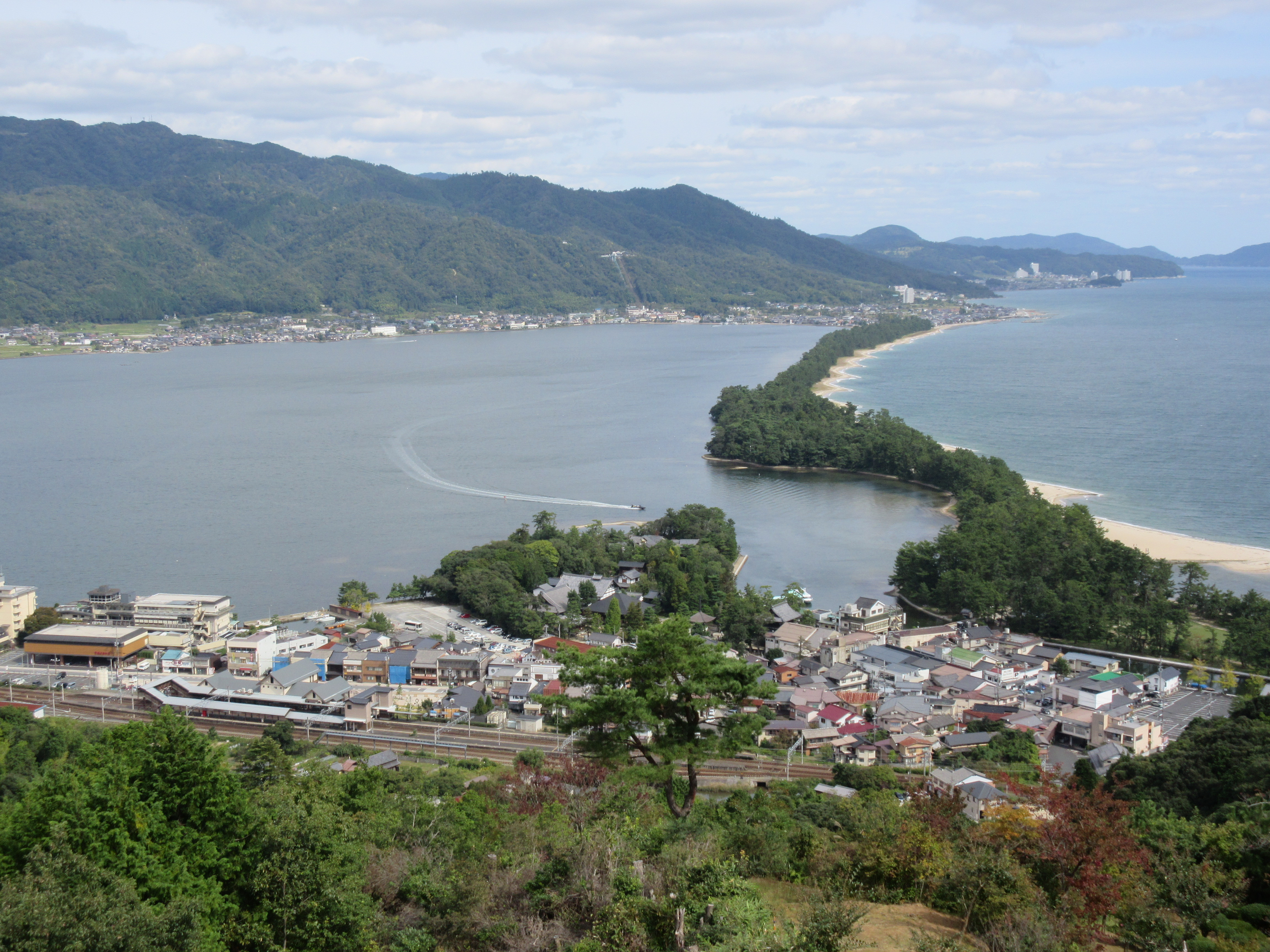
南側の飛龍観から見る天橋立。左の手前は天橋立駅（2015年）

駅北側を宮津線（宮舞線）に沿って京都府道・兵庫県道2号線が通る。観光地の天橋立は駅北側、遊園地は駅南側にある。かつての駅付近は沼地であり、その名残りの池が駅南側にある。なお、宿泊施設は駅北側に集約されている。
- 天橋立
- 宮津警察署天の橋立交番（駅舎に併設）
- 天橋立温泉「智恵の湯」
- 天橋立海水浴場
- 天橋立公園
- 天橋立ビューランド
- 天橋山智恩寺
- 天橋立観光船のりば 天橋立桟橋（一の宮桟橋方面）
- 廻旋橋
- 天橋立ホテル
- 玄妙庵
- 文珠浜公園
- どん淵池 - 旧舟屋跡。入江の名残り[8]。
- 京都府道・兵庫県道2号宮津養父線
- 京都府道802号田井大垣自転車道線 - 駅付近は京都府道・兵庫県道2号線と重複。

## バス路線
駅前を通る京都府道・兵庫県道2号線沿いに「天橋立駅」停留所があり、丹後海陸交通の路線が発着する。当停留所には高速バスも乗り入れる。
- 高速バス
  - 京都線[10]
    - 京都駅

  - 大阪線[11]
    - 新大阪駅（※一部は阪急三番街高速バスターミナル（梅田）まで）

- 路線バス
  - 伊根線・蒲入線
    - 上宮津、上宮津公民館 / 伊根郵便局前、蒲入口

  - 田井線
    - 田井

備考
- 高速バスの峰山・間人（）方面は降車専用。
- 伊根線・蒲入線は複数の系統（5・7・8・9）で運行。

## 隣の駅
WILLER TRAINS（京都丹後鉄道）
■宮豊線（宮津線）
- 特急「はしだて」「たんごリレー」停車駅

快速「丹後路」（下りのみ運転）
天橋立駅 → 与謝野駅 (T17)
普通
宮津駅 (14) - 天橋立駅 (T15) - 岩滝口駅 (T16)